# Maistrova Volea, Novohrad-Volînskîi
Maistrova Volea (în ucraineană Майстрова Воля) este un sat în comuna Maistriv din raionul Novohrad-Volînskîi, regiunea Jîtomîr, Ucraina.

## Demografie
Componența lingvistică a localității Maistrova Volea
     Ucraineană (97,78%)
     Rusă (2,05%)
Conform recensământului din 2001, majoritatea populației localității Maistrova Volea era vorbitoare de ucraineană (97,78%), existând în minoritate și vorbitori de rusă (2,05%).